# Frans Herman
Frans Herman, född 6 februari 1927, död 21 september 1990, var en friidrottare från Belgien. Han deltog vid olympiska sommarspelen 1952 och olympiska sommarspelen 1956.